# Planken und Schletauer Post
Das Planken und Schletauer Post ist ein Naturschutzgebiet in den niedersächsischen Gemeinden Lemgow in der Samtgemeinde Lüchow (Wendland) und Prezelle in der Samtgemeinde Gartow im Landkreis Lüchow-Dannenberg.
Das Naturschutzgebiet mit dem Kennzeichen NSG LÜ 256 ist 535 Hektar groß. Es ist größtenteils Bestandteil des FFH-Gebietes „Landgraben- und Dummeniederung“ und des gleichnamigen EU-Vogelschutzgebietes. Im Südosten grenzt es an das Landschaftsschutzgebiet „Arendsee“. Das Gebiet steht seit dem 2. August 2003 unter Naturschutz. Zuständige untere Naturschutzbehörde ist der Landkreis Lüchow-Dannenberg.
Das Naturschutzgebiet liegt im Südosten des Wendlands an der Landesgrenze zu Sachsen-Anhalt innerhalb des Naturparks Wendland.Elbe. Es stellt ein Waldgebiet auf überwiegend nassen bis feuchten Standorten im Übergang der Landgrabenniederung zur Gartower Flugsand-Anhöhe unter Schutz. In seinem südlichen Bereich, der Schletauer Post, wird es überwiegend von Sumpf- und Bruchwäldern mit eingebetteten naturnahen Stillgewässern, Röhrichten, Nasswiesen und Feuchtgebüschen geprägt. In diesem Bereich wird das Waldgebiet auch von mehreren Wasserläufen durchzogen. Im Süden und Westen schließen sich landwirtschaftliche Nutzflächen an das Waldgebiet an, die in das Naturschutzgebiet einbezogen sind. Nach Norden steigt das Gelände leicht an. Hier herrschen lichte, altholzreiche Eichenmischwälder vor, auf den trockeneren Standorten der Altdünen wachsen ferner Kiefernbestände. Zentral entwässert wird das Gebiet durch den nach Westen hin abfließenden Luciekanal, der nördlich von Lüchow in die Jeetzel mündet.
Im Bereich der Schletauer Post befindet sich das Kulturdenkmal „Vierzehn Gräben“. Hierbei handelt es sich um die Überreste einer Zollstation aus der Zeit zwischen dem 14. und 16. Jahrhundert, das an einem alten Verkehrsweg zwischen dem Wendland und der Altmark lag.